# Geofisica
La geofisica  è in generale l'applicazione di misure e metodi fisici allo studio dei fenomeni fisici e delle proprietà fisiche del pianeta Terra.

## Storia
Anche se i principali studi sulle proprietà globali della Terra vennero svolti tra il 1600 ed il 1900, la fisica terrestre è una scienza relativamente giovane. Infatti solo nella prima metà del Novecento venne riconosciuta la struttura interna della Terra, grazie all'utilizzo delle prime registrazioni sismografiche. E solo nella seconda metà del Novecento si cominciarono a studiare i processi geodinamici in atto sulla superficie terrestre, con la formulazione della teoria della tettonica a zolle.

## Descrizione

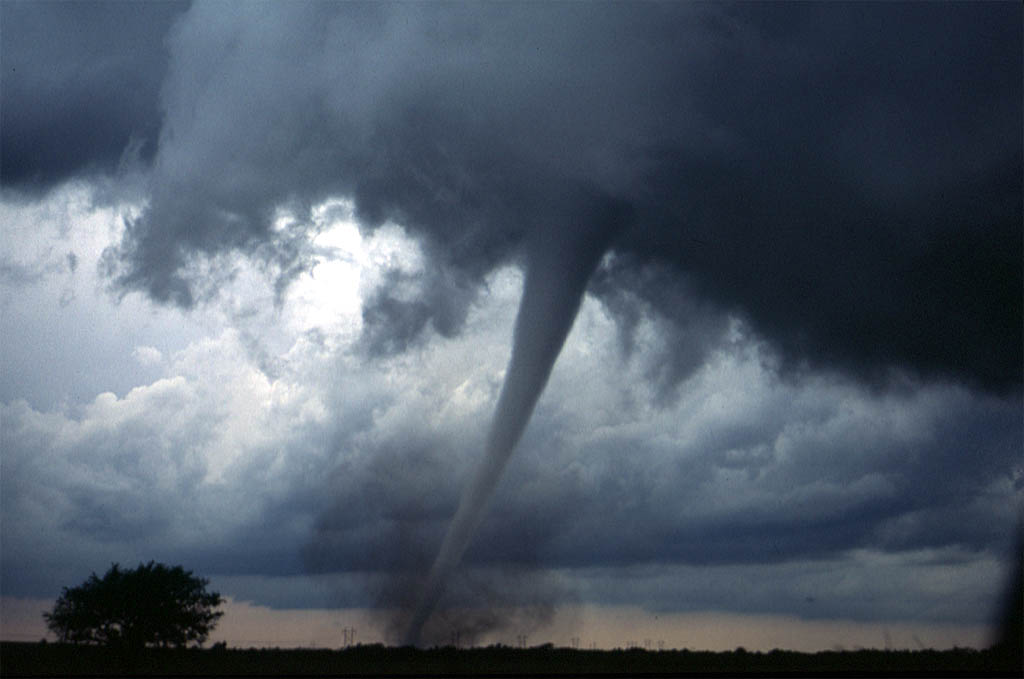
Fisica dell'atmosfera e meteorologia

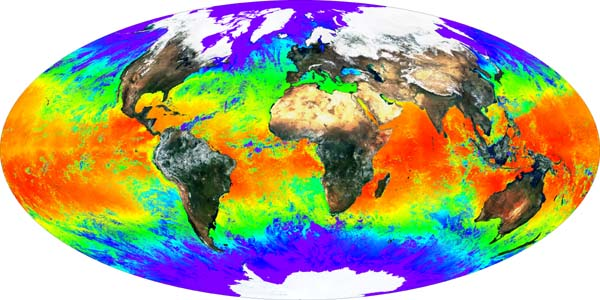
Climatologia

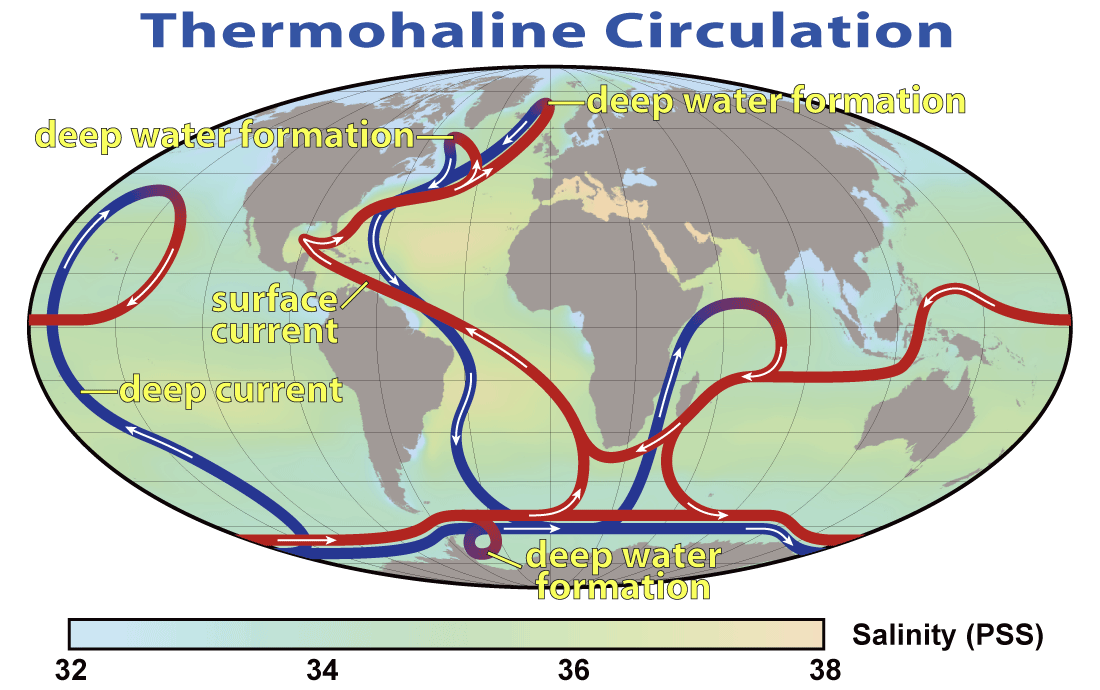
Oceanografia

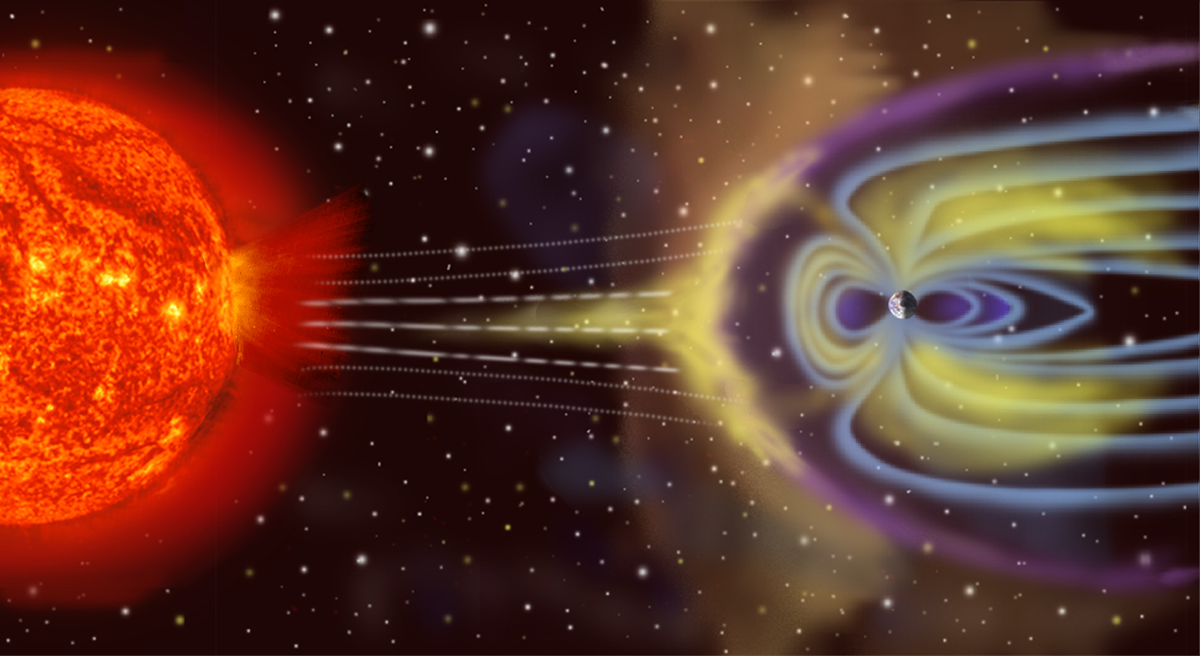
Geomagnetismo

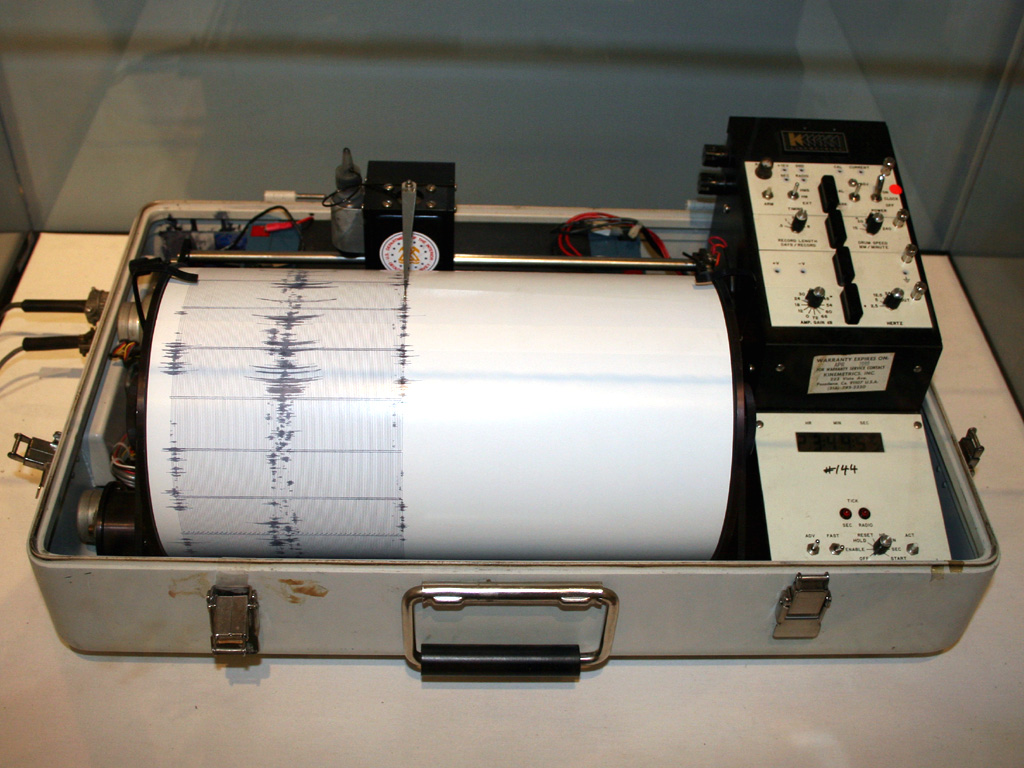
Sismologia

### Oggetto di studio
La Terra può essere schematizzata come un sistema composto da 3 fasi: oggetti di studio della geofisica sono quindi la componente solida della Terra (geofisica che studia la Terra solida), la componente liquida (fisica che studia l'idrosfera) e quella gassosa (fisica che studia l'atmosfera). La geofisica è una scienza di tipo preminentemente sperimentale, che condivide il campo di applicazione sia con la fisica sia con la geologia e comprende al suo interno diverse branche, quali ad esempio:
- Fisica dell'atmosfera
- Meteorologia
- Climatologia
- Oceanografia
- Geomagnetismo
- Sismologia

### Geofisica applicata
La geofisica applicata studia la parte solida più superficiale della Terra e rivolge il suo campo di ricerche all'individuazione di strutture idonee per l'accumulo di idrocarburi, nonché alla risoluzione di problemi nel campo dell'ingegneria civile, ingegneria idraulica, ingegneria mineraria e per l'individuazione di fonti di energia geotermica.
Le prospezioni geofisiche (prospezioni sismiche, elettriche, elettromagnetiche, radiometriche, gravimetriche) rappresentano alcuni metodi fisici utilizzati nel campo dell'esplorazione geologica.
Le indagini geofisiche si differenziano in due grandi categorie: indagini passive e indagini attive; le prime si effettuano prevalentemente in magnetometria e in gravimetria, dove tramite delle apposite strumentazioni si rilevano eventuali anomalie (magnetiche o gravimetriche) rispetto all'ambiente circostante; le seconde si riferiscono ai rilievi di tipo geoelettrico e sismico che permettono, tramite l'attivazione nel sottosuolo di diverse forme di energia, di studiare come si comporta il materiale in esame.

### Specialità
Le discipline della geofisica che si interessano della componente solida del globo sono:
- Tettonofisica;
- Geomagnetismo;
- Gravimetria;
- Geotermia;
- Sismologia;
- Radioattività terrestre;
- Gradiometria gravimetrica.